# يوهان بيرنير جودمندسن
يوهان بيرنير جودمندسن (مواليد 5 كانون الأول 1977) لاعب كرة قدم آيسلندي مُعتزل، لَعَبَ مؤخراً في مركز الدفاع لنادي كيفلافيك الأيسلندي.
لَعِبَ يوهان سابقاً في نادي واتفورد في دوري كرةِ القدمِ الإنجليزيِ، سَجَلَ يوهان هدفان لنادي واتفورد، جَاَءَ كليهما في نفس المبارة التي لُعبت ضد نادي بورت فيل.

## الروابط الخارجية
https://www.national-football-teams.com/player/3082/Johann_Birnir_Gudmundsson.html
https://www.ksi.is/mot/leikmadur/?pLeikmadurNr=26104